# غول‌مرغ
غول‌مرغ (نام علمی: Gigantornis eaglesomei) نام یک گونه از تیره دندان‌واره‌داران است.